# Стен Герсхенд
Стен Герсхенд (дан. Steen Herschend, 12 листопада 1888 — 3 серпня 1976) — данський яхтсмен.
Срібний призер Олімпійських Ігор 1912 року в класі 6 метрів.